# Vladimir Hernández
Vladimir Javier Hernández Rivero (Arauca, Arauca, 8 de febrero de 1989) es un futbolista colombiano. Juega de delantero y actualmente milita en el Boyacá Chicó de la Categoría Primera A colombiana.

## Trayectoria

### Junior
Comenzó en las inferiores de Junior pero su riqueza técnica hizo que rápidamente fuera transferido al equipo filial de este, el Barranquilla FC, en este equipo jugó 25 partidos en 2007, en la Primera B, manteniendo un rendimiento parejo. Teniendo compañeros como Teófilo Gutiérrez, Carlos Bacca, Luis Carlos Ruiz, entre otros,  jugaba como mediapunta de ataque. Debutó como profesional con Santiago Escobar quien lo citó al verlo entrenar.
Ya con Julio Comesaña como técnico fue llamado para que hiciera parte de la plantilla principal del Junior. Su debut se produjo el 13 de septiembre de 2008 frente a Millonarios, en esa ocasión los "tiburones" se impusieron 1-0.
Con el profesor Diego Edison Umaña las cosas irían aún mejor cuando salió de titular en la final disputada frente a la La Equidad, el cual sería su primer título como profesional. Su segundo título de liga con Junior lo lograría en el Torneo Finalización 2011.
Para en el 2014-I y 2015-II queda subcampeón de la liga, ese mismo año 2015 se proclamó campeón de la Copa Colombia 2015. Vladimir ha disputado 4 finales de liga y una de copa con el club de las cuales ha ganado dos y 1 respectivamente. Con la camiseta rojiblanca se ha destacado en la mayoría de partidos disputados con el club tiburón, su rendimiento lo hace ser muy apreciado a tal punto de ser ídolo en la institución por parte de los simpatizantes barranquilleros. Durante el transcurso del año 2016, Vladimir llega a los 51 goles con el equipo quedando empatado en La 11°
de la tabla de goleadores histórico del club con Teófilo Gutiérrez.
El 21 de enero de 2016, Vladimir Hernández recibe el reconocimiento al mejor gol del segundo semestre del año 2015 después de las numerosas votaciones recibidas, en la ceremonia del sorteo de la Liga, Torneo y Copa Águila.
El 30 de enero, frente al Atlético Huila por la primera fecha del Apertura 2016, Vladimir juega su partido 250 con el Junior anotando, también, el único gol del partido.

### Santos
El 30 de octubre de 2016, Modeste Roma, presidente del Santos, confirma un pre-acuerdo para fichar al volante araucano por cinco temporadas a partir de enero de 2017. El 24 de enero es presentado como nuevo jugador del club. Debuta hasta el 9 de marzo por la primera fecha de la Copa Libertadores 2017 en empate a un gol como visitantes contra el Sporting Cristal.

En la primera fecha del Brasileirao anota su primer gol con el club en la derrota 3-2 en casa de Fluminense, el 14 de mayo. En la Copa Libertadores 2017 llegó hasta cuartos de final, siendo eliminados por Barcelona.

### Atlético Nacional
El 22 de enero de 2018 es confirmado como refuerzo del Atlético Nacional de la Categoría Primera A de Colombia. El 22 de febrero marca sus primeros dos goles con el club verdolaga dándole la victoria 2 por 0 en el clásico sobre el América de Cali donde sale como la figura del partido, marcando un espectacular gol de fantasía tras unos regates y englobando al portero. En su primer partido por la Copa Libertadores 2018 el 27 de febrero marca el gol de la victoria por la mínima como visitantes en casa del Colo Colo de Chile.

### Independiente Medellín
El 2 de julio de 2021 llegó a Independiente Medellín proveniente del cásico rival; Vladimir estuvo en el equipo 'Poderoso' durante 3 temporadas, donde jugó 83 partidos entre Categoría Primera A, Copa Colombia y Copa Sudamericana; marcó 8 goles y dio 11 asistencias.

### Junior
El 22 de diciembre de 2022 se confirmaría su regreso al club donde creció, Junior. En el segundo semestre del 2023 Vladimir logró consagrarse campeón de la Categoría Primera A teniendo una excelente actuación e incluso marcando el gol del título frente a su anterior equipo Independiente Medellín. En su segundo paso por el club barranquillero, 'Vlacho' jugó 61 partidos, marcó 4 goles y dio 3 asistencias.

### Santa Fe
El 30 de julio de 2024 se oficializa la llegada del delantero araucano a Independiente Santa Fe tras finalizar su segundo ciclo en Junior. Con 'Los Cardenales', Hernández debutó el 21 de agosto en el partido válido por la 6ta jornada del primer semestre de la Liga Betplay Dimayor 2024 donde enfrentó a Deportivo Cali en el Estadio Deportivo Cali y con el resultado a favor 1-3. Durante el semestre, Vladimir únicamente jugó 2 partidos, esto debido a que tuvo una lesión en su pie derecho.

## Selección nacional
Debuta en la selección mayor el 26 de enero de 2017 en el amistoso por la amistad frente a Brasil ingresando en el minuto 62 por Jonathan Copete en el que caerían derrotados por la mínima.

## Estadísticas
Actualizado el 2 de septiembre de 2024
| Club | Div           | Temporada     | Liga  | Liga  | Liga   | Copas nacionales(1) | Copas nacionales(1) | Copas nacionales(1) | Torneos internacionales(2) | Torneos internacionales(2) | Torneos internacionales(2) | Total | Total | Total  | Media goleadora(3) |
| Club | Div           | Temporada     | Part. | Goles | Asist. | Part.               | Goles               | Asist.              | Part.                      | Goles                      | Asist.                     | Part. | Goles | Asist. | Media goleadora(3) |
| --- | ------------- | ------------- | ----- | ----- | ------ | ------------------- | ------------------- | ------------------- | -------------------------- | -------------------------- | -------------------------- | ----- | ----- | ------ | ------------------ |
| Barranquilla F. C. · Colombia | 2.ª           | 2007          | 25    | 4     | 0      | 0                   | 0                   | 0                   | 0                          | 0                          | 0                          | 25    | 4     | 0      | 0.16               |
| Barranquilla F. C. · Colombia | Total club    | Total club    | 25    | 4     | 0      | 0                   | 0                   | 0                   | 0                          | 0                          | 0                          | 25    | 4     | 0      | 0.16               |
| Junior · Colombia | 1.ª           | 2008          | 9     | 3     | 0      | 6                   | 3                   | 0                   | 0                          | 0                          | 0                          | 15    | 6     | 0      | 0.4                |
| Junior · Colombia | 1.ª           | 2009          | 2     | 1     | 0      | 0                   | 0                   | 0                   | 0                          | 0                          | 0                          | 2     | 1     | 0      | 0.5                |
| Junior · Colombia | 1.ª           | 2010          | 22    | 1     | 1      | 1                   | 1                   | 0                   | 0                          | 0                          | 0                          | 23    | 2     | 1      | 0.09               |
| Junior · Colombia | 1.ª           | 2011          | 27    | 5     | 6      | 8                   | 0                   | 0                   | 1                          | 0                          | 0                          | 36    | 5     | 6      | 0.14               |
| Junior · Colombia | 1.ª           | 2012          | 30    | 4     | 0      | 3                   | 0                   | 0                   | 5                          | 2                          | 0                          | 38    | 6     | 0      | 0.16               |
| Junior · Colombia | 1.ª           | 2013          | 32    | 3     | 7      | 3                   | 1                   | 0                   | 0                          | 0                          | 0                          | 34    | 4     | 7      | 0.12               |
| Junior · Colombia | 1.ª           | 2014          | 34    | 4     | 5      | 13                  | 0                   | 0                   | 0                          | 0                          | 0                          | 47    | 4     | 5      | 0.09               |
| Junior · Colombia | 1.ª           | 2015          | 41    | 10    | 7      | 11                  | 2                   | 0                   | 4                          | 2                          | 0                          | 56    | 14    | 7      | 0.25               |
| Junior · Colombia | 1.ª           | 2016          | 42    | 17    | 5      | 6                   | 2                   | 0                   | 8                          | 0                          | 1                          | 56    | 19    | 6      | 0.34               |
| Junior · Colombia | 1.ª           | 2023          | 42    | 4     | 3      | 2                   | 0                   | 0                   | 1                          | 0                          | 0                          | 45    | 4     | 3      | 0.09               |
| Junior · Colombia | 1.ª           | 2024          | 11    | 0     | 0      | 2                   | 0                   | 0                   | 3                          | 0                          | 0                          | 16    | 0     | 0      | 0                  |
| Junior · Colombia | Total club    | Total club    | 292   | 52    | 34     | 55                  | 9                   | 0                   | 22                         | 4                          | 1                          | 369   | 65    | 35     | 0.18               |
| Santos · Brasil | 1.ª           | 2017          | 19    | 1     | 0      | 2                   | 0                   | 0                   | 6                          | 0                          | 0                          | 27    | 1     | 0      | 0.04               |
| Santos · Brasil | Total club    | Total club    | 19    | 1     | 0      | 2                   | 0                   | 0                   | 6                          | 0                          | 0                          | 27    | 1     | 0      | 0.04               |
| Atlético Nacional · Colombia | 1.ª           | 2018          | 34    | 5     | 2      | 5                   | 1                   | 0                   | 8                          | 2                          | 1                          | 47    | 8     | 3      | 0.17               |
| Atlético Nacional · Colombia | 1.ª           | 2019          | 35    | 10    | 3      | 4                   | 0                   | 0                   | 5                          | 0                          | 1                          | 44    | 10    | 4      | 0.23               |
| Atlético Nacional · Colombia | 1.ª           | 2020          | 15    | 3     | 2      | 2                   | 0                   | 0                   | 2                          | 2                          | 0                          | 19    | 5     | 2      | 0.26               |
| Atlético Nacional · Colombia | 1.ª           | 2021          | 18    | 3     | 1      | 0                   | 0                   | 0                   | 6                          | 0                          | 0                          | 24    | 3     | 1      | 0.13               |
| Atlético Nacional · Colombia | Total club    | Total club    | 102   | 21    | 8      | 11                  | 1                   | 0                   | 21                         | 4                          | 2                          | 134   | 26    | 10     | 0.2                |
| Independiente Medellín · Colombia | 1.ª           | 2021          | 19    | 1     | 3      | 4                   | 1                   | 0                   | -                          | -                          | -                          | 23    | 2     | 3      | 0.09               |
| Independiente Medellín · Colombia | 1.ª           | 2022          | 48    | 4     | 8      | 4                   | 0                   | 0                   | 8                          | 2                          | 0                          | 60    | 6     | 8      | 0.1                |
| Independiente Medellín · Colombia | Total club    | Total club    | 67    | 5     | 11     | 8                   | 1                   | 0                   | 8                          | 2                          | 0                          | 83    | 8     | 11     | 0.13               |
| Santa Fe · Colombia | 1.ª           | 2024          | 1     | 0     | 0      | 1                   | 0                   | 0                   | 0                          | 0                          | 0                          | 2     | 0     | 0      | 0                  |
| Santa Fe · Colombia | Total club    | Total club    | 1     | 0     | 0      | 1                   | 0                   | 0                   | 0                          | 0                          | 0                          | 2     | 0     | 0      | 0                  |
| Total carrera | Total carrera | Total carrera | 506   | 83    | 53     | 77                  | 11                  | 0                   | 57                         | 10                         | 3                          | 640   | 104   | 56     | 0.16               |
| (1) Incluye datos de la Copa Colombia (2008-Act.). (2) Incluye datos de la Copa Sudamericana (2015-Act). (3) Media de goles por encuentro. No incluye goles en partidos amistosos. |               |               |       |       |        |                     |                     |                     |                            |                            |                            |       |       |        |                    |

Fuente: Soccerway.com

## Palmarés

### Campeonatos nacionales
| Título              | Equipo            | País     | Año  |
| ------------------- | ----------------- | -------- | ---- |
| Torneo Apertura     | Junior            | Colombia | 2010 |
| Torneo Finalización | Junior            | Colombia | 2011 |
| Copa Colombia       | Junior            | Colombia | 2015 |
| Copa Colombia       | Atlético Nacional | Colombia | 2018 |
| Categoría Primera A | Junior            | Colombia | 2023 |

### Distinciones individuales
| Distinción                                          | Año  |
| --------------------------------------------------- | ---- |
| Mejor Gol en el Fútbol Colombiano                   | 2015 |
| Incluido en el equipo del año del Fútbol Colombiano | 2015 |
| Mejor Gol en el Fútbol Colombiano                   | 2018 |